# مسرح موسكو للفنون

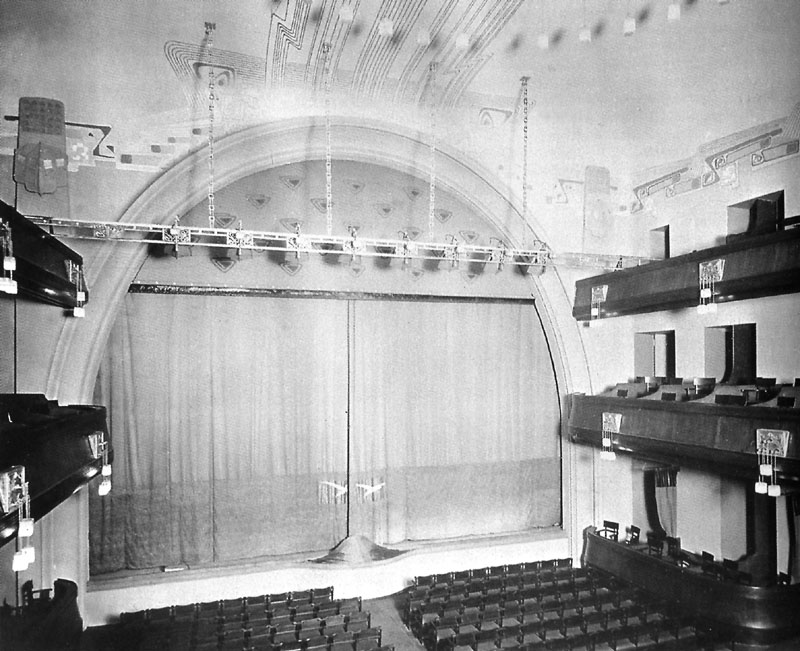
مسرح موسكو للفنون من الداخل

مسرح موسكو للفنون (بالروسية: Московский Художественный академический театр) وأحد مؤسسي هذا المسرح هو قسطنطين ستانيسلافسكي، الذي أسس منهجًا في التمثيل على المسرح.
أول موسم مسرحي قدم أعمال لويليام شكسبير وهنريك إبسن وأليكسي تولستوي وتم عرض أكبر 4 مسرحيات لأنطون تشيخوف بداية بمسرحية النورس في عام 1898، من خلالها أصبح المسرح مشهورًا.